# Gran Premio Capodarco 2010
Il Gran Premio Capodarco 2010, trentanovesima edizione della corsa e valida come evento dell'UCI Europe Tour 2010 categoria 1.2, si svolse il 16 agosto 2010 su un percorso di 180 km. Fu vinto dall'italiano Enrico Battaglin che terminò la gara in 4h28'00", alla media di 40,29 km/h.
Al traguardo 71 ciclisti portarono a termine il percorso.

## Ordine d'arrivo (Top 10)
| Pos. | Corridore          | Squadra      | Tempo    |
| ---- | ------------------ | ------------ | -------- |
| 1    | Enrico Battaglin   | Zalf-Désirée | 4h28'00" |
| 2    | Stefano Locatelli  | Bergamasca   | s.t.     |
| 3    | Julián Arredondo   | SCAP-Foresi  | a 4"     |
| 4    | Luca Santimaria    | Viris Vigev. | a 13"    |
| 5    | Anton Sintsov      | Vejus-TMF    | s.t.     |
| 6    | Marco Canola       | Zalf-Désirée | s.t.     |
| 7    | Ilja Gorodničev    | Gragnano     | s.t.     |
| 8    | Matteo Di Serafino | Vega         | s.t.     |
| 9    | Jakub Novák        | SC Dalfiume  | s.t.     |
| 10   | Massimo D'Elpidio  | Monturano    | s.t.     |